# Giulio Falcone
Giulio Falcone (Atri, 31 maggio 1974) è un ex calciatore italiano, di ruolo difensore.

## Carriera

### Club
Cresciuto calcisticamente nel Torino, era stato prelevato giovanissimo dalla Renato Curi di Pescara. Esordisce in Serie A con i granata il 7 novembre 1993 contro la Reggiana. Dopo tre stagioni a Torino passa alla Fiorentina dove vince il suo unico trofeo la Supercoppa italiana 1996, sempre con i viola segna la sua unica rete fra i professionisti il 31 gennaio 1999, giorno del successo casalingo per 3-0 della Fiorentina sul L.R. Vicenza.
Nel 1999 si trasferisce al Bologna, dove gioca da titolare per quattro stagioni, prima di trasferirsi nel 2003 nelle file dell'allora neopromossa Sampdoria.
Il 9 giugno 2007 si trasferisce nel Parma, firmando un contratto biennale. Dopo la prima stagione da titolare in Serie A con 28 presenze, retrocede con gli emiliani in Serie B, categoria in cui non aveva mai giocato. Non rientra però nei piani della società e dell'allenatore Luigi Cagni, rimanendo così ai margini della squadra. Tuttavia con il successivo cambio in panchina da Cagni a Francesco Guidolin (già suo allenatore a Bologna) Falcone viene reintegrato e gradualmente ritrova il posto da titolare. Al termine della stagione va in scadenza di contratto e lascia la squadra, ritirandosi dal calcio giocato.

### Nazionale
Il 16 agosto 2006, a 32 anni, ha fatto il suo esordio con la Nazionale italiana nella partita amichevole Italia-Croazia (0-2) giocata a Livorno. In questa partita, che rappresentava l'esordio del commissario tecnico Donadoni, fecero il loro esordio anche i compagni blucerchiati Angelo Palombo, Christian Terlizzi e Gennaro Delvecchio.

## Statistiche

### Cronologia presenze e reti in nazionale
| Cronologia completa delle presenze e delle reti in nazionale ― Italia | Cronologia completa delle presenze e delle reti in nazionale ― Italia | Cronologia completa delle presenze e delle reti in nazionale ― Italia | Cronologia completa delle presenze e delle reti in nazionale ― Italia | Cronologia completa delle presenze e delle reti in nazionale ― Italia | Cronologia completa delle presenze e delle reti in nazionale ― Italia | Cronologia completa delle presenze e delle reti in nazionale ― Italia | Cronologia completa delle presenze e delle reti in nazionale ― Italia |
| Data                                                                  | Città                                                                 | In casa                                                               | Risultato                                                             | Ospiti                                                                | Competizione                                                          | Reti                                                                  | Note                                                                  |
| --------------------------------------------------------------------- | --------------------------------------------------------------------- | --------------------------------------------------------------------- | --------------------------------------------------------------------- | --------------------------------------------------------------------- | --------------------------------------------------------------------- | --------------------------------------------------------------------- | --------------------------------------------------------------------- |
| 16-8-2006                                                             | Livorno                                                               | Italia                                                                | 0 – 2                                                                 | Croazia                                                               | Amichevole                                                            | -                                                                     |                                                                       |
| Totale                                                                |                                                                       | Presenze                                                              | 1                                                                     |                                                                       | Reti                                                                  | 0                                                                     |                                                                       |

## Palmarès

### Competizioni nazionali
- Coppa Italia: 1

Torino: 1992-1993
- Supercoppa italiana: 1

Fiorentina: 1996